# Dekanat Solec Kujawski
Dekanat Solec Kujawski – jeden z dwudziestu jeden dekanatów w rzymskokatolickiej diecezji bydgoskiej, utworzony 2 lutego 2023 dekretem biskupa bydgoskiego Krzysztofa Włodarczyka.

## Parafie
W skład dekanatu wchodzi pięć parafii (kolejność według dat erygowania parafii):
| Lp | Miejscowość / parafia                              | Rok erygowania | Patron                                    | Odpust parafialny                           | Uwagi | Zdjęcie |
| -- | -------------------------------------------------- | -------------- | ----------------------------------------- | ------------------------------------------- | --- | ------- |
| 1  | Solec Kujawski św. Stanisława Biskupa i Męczennika | poł. XIV w.    | św. Stanisław ze Szczepanowa, Święta Anna | 8 maja, 26 lipca                            | Kościół wzniesiony w latach 1911-1912 (w rejestrze zabytków)                                                   |         |
| 2  | Bydgoszcz (Łęgnowo) Matki Bożej Królowej Polski    | 1968           | Najświętsza Maryja Panna Królowa Polski   | 3 maja                                      | Kościół parafialny poewangelicki z 1911 roku                                                                   |         |
| 3  | Solec Kujawski Najświętszego Serca Pana Jezusa     | 1976           | Najświętsze Serce Jezusa                  | Uroczystość Najświętszego Serca Pana Jezusa | Kościół parafialny poewangelicki z 1847 roku, w parafii znajduje się dom zakonny sióstr Służebniczek Dębickich |         |
| 4  | Solec Kujawski bł. Michała Kozala                  | 1993           | bł. Michał Kozal                          | 14 czerwca                                  | Kościół parafialny powstały w 1992 roku                                                                        |         |
| 5  | Solec Kujawski Nawrócenia św. Pawła                | 2008           | św. Paweł z Tarsu                         | 25 stycznia                                 | Kościół parafialny powstały w 2008 roku                                                                        |         |